# Sopotnica (Białoruś)
Sopotnica (biał. Сапатніца, Sapatnica; ros. Сапотница, Sapotnica) – wieś na Białorusi, w obwodzie grodzieńskim, w rejonie korelickim, w sielsowiecie Maluszyce.

## Historia
W dwudziestoleciu międzywojennym leżała w Polsce, w województwie nowogródzkim, w powiecie nowogródzkim, w gminie Rajce. W 1921 miejscowość liczyła 164 mieszkańców, zamieszkałych w 27 budynkach, w tym 162 Białorusinów i 2 Żydów. 162 mieszkańców było wyznania prawosławnego i 2 mojżeszowego.
Po II wojnie światowej w granicach Związku Sowieckiego. Od 1991 w niepodległej Białorusi.